# Molopo (fiume)
Il fiume Molopo scorre in Africa meridionale, generalmente in direzione sudovest dalla propria sorgente ed ha una lunghezza di circa 960 chilometri. Tuttavia il flusso delle sue acque è intermittente. In periodo di piena, si getta nel fiume Orange, che incontra a valle del Parco Nazionale delle Cascate Augrabies a 28°31′02″S 20°12′46″E.
Costituisce una parte importante del confine tra Botswana e Sudafrica. La città di Mafeking in Sudafrica, giace proprio sulle rive del fiume.

## Caratteristiche idrologiche
Il Molopo attraversa un'area desertica e dunque la portata si esaurisce per gran parte dell'anno. Difatti viene considerato uadi piuttosto che fiume o torrente, grazie alle notevoli variazioni di portata, specie nel basso corso.

## Tributari
Il Molopo riceve il fiume Nossob a circa 50 km a sud di Twee Rivieren, a 890 m s.l.m..